# Ганс Кемпін
Ганс Вільгельм Кемпін (нім. Hans Wilhelm Kempin; 7 червня 1913, Берлін — 30 листопада 1992) — німецький офіцер, штандартенфюрер СС (1 березня 1945).

## Біографія
Член НСДАП (квиток № 382 076), СА і СС (посвідчення № 51 240). В 1938 році вступив в частини посилення СС. З 1 грудня 1938 року — командир 1-го штурма 1-го штурмбанну штандарту СС «Германія». Учасник Польської і Французької кампанії. З 10 березня 1941 року — командир 13-ї роти, з 20 липня 1941 року — тимчасовий командир 2-го батальйону піхотного полку СС «Фюрер». Учасник німецько-радянської війни. 3 вересня 1941 року важко поранений. Після одужання 21 лютого 1942 року направлений в юнкерське училище СС в Бад-Тельці начальником навчальної групи, вступив на посаду 15 квітня. 5 січня 1943 року очолив унтерофіцерське училище СС в Позен-Трескау, 1 травня 1943 року — моторизоване училище СС в Кішлагу, 17 лютого 1945 року — унтерофіцерське училище СС і військ СС в Лаябаху. З 1 березня 1945 року — командир 38-ї гренадерської дивізії СС, з 15 березня — 32-ї добровольчої гренадерської дивізії СС. Частина дивізії взяла участь в битві за Берлін, інша відійшла на Захід і 5 травня здалась частинам 102-ї піхотної дивізії. Після війни став фермером.

## Сім'я
В 1938 році одружився. В пари народились двоє дітей.

## Нагороди
- Спортивний знак СА
- Медаль «У пам'ять 13 березня 1938 року»
- Медаль «У пам'ять 1 жовтня 1938»
- Залізний хрест 2-го і 1-го класу
- Штурмовий піхотний знак в сріблі
- Нагрудний знак «За поранення» в чорному
- Хрест Воєнних заслуг 2-го класу з мечами
- Медаль «За вислугу років у СС» 4-го і 3-го ступеня (8 років)